# منطقة متأثرة بالحرارة

مقطع في وصلة ملحومة، وتمثل المنطقة الرمادية الداكنة اللحام أو منطقة الانصهار، والمنطقة الرمادية تمثل المنطقة المتأثرة بالحرارة، أما البقية فتمثل المادة الأساسية.

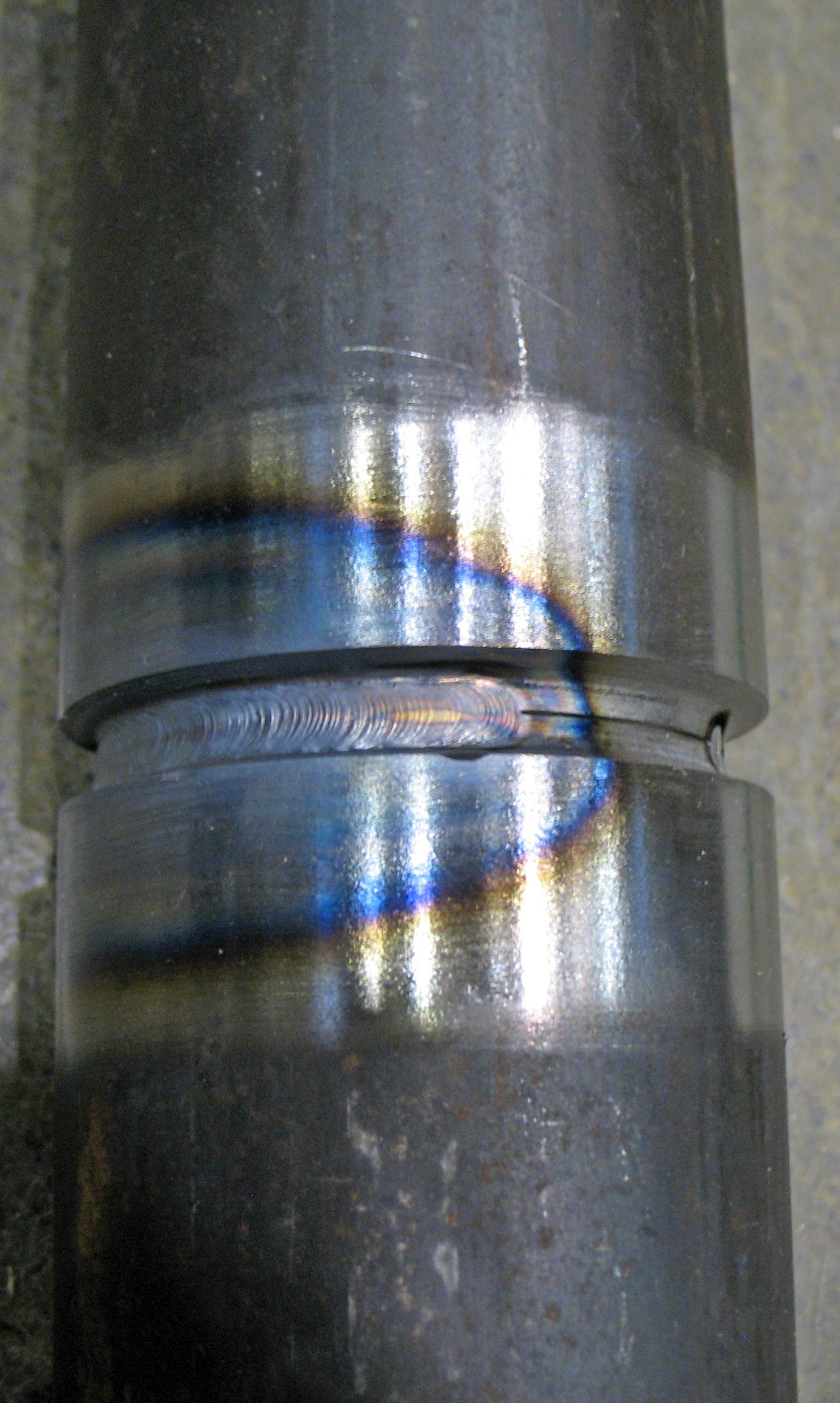
منطقة متأثرة بالحرارة حول لحام

المنطقة المتأثرة بالحرارة (تختصر بالإنجليزية: HAZ) هي المنطقة غير المنصهرة من المادة، سواء كانت معادن أو لدائن حرارية، بحيث تكون خواصها وبنيتها الدقيقة قد تأثرت بعملية اللحام أو عمليات القطع بالحرارة الشديدة. تتسبب حرارة اللحام العالية والتبريد التالي لها في هذا التغير بين السطح المقابل للحام وآخر منطقة متأثرة تصلها الحرارة في المادة. يتباين امتداد وحجم التغير في الخصائص في المقام الأول على المادة نفسها والمادة المالئة وكمية وتركيز الحرارة أثناء عملية اللحام.
ويلعب الانتشار الحراري للمادة الأساسية دورًا كبيرًا؛ فإذا كان الانتشار الحراري للمادة كبيرة، سيكون معدل تبريدها كبير، وعليها تكون المنطقة المتأثرة بالحرارة صغيرة نسبيًا. وبالمثل، إذا كانت المادة ذات انتشار حراري منخفض، سيكون معدل تبريدها بطيء وبالتالي تزداد المنطقة المتأثرة بالحرارة. وتؤثر كمية الحرارة المضافة أثناء عملية اللحام أيضًا بصورة كبيرة، فعمليات مثل اللحام بالغاز تضيف كمية كبيرة من الحرارة وعليها تزيد من حجم المنطقة المتأثرة بالحرارة. وعلى النقيض، عمليات مثل اللحام بحزمة ليزرية واللحام بالحزمة الإلكترونية تقوم بتسليط كمية محدودة من الحرارة بصورة مركزة جدًا فيعمل ذلك على تقليص المنطقة المتأثرة بالحرارة. أما اللحام بالقوس فيقع بين العمليتين، فتتباين العمليات في كمية الحرارة المضافة، ولحساب الحرارة المضافة في عمليات اللحام بالقوس تستخدم العلاقة التالية:
{\displaystyle Q=\left({\frac {V\times I\times 60}{S\times 1000}}\right)\times \mathrm {Efficiency} }
حيث:

Q = الحرارة المضافة (كيلوجول/ملليمتر)

V = فرق الجهد (فولت)

I = التيار (أمبير)

S = سرعة اللحام (ملليمتر/الدقيقة).

الكفاءة - Efficiency = تعتمد على عملية اللحام المستخدمة؛ فتساوي 0.75 في حالة لحام المعادن المغطاة بالقوس، وتساوي 0.9 في حالتي اللحام القوسي بالمعدن والغاز واللحام بالقوس المغمور، وأخيرًا تساوي 0.8 في اللحام بقوس غاز تنغستن.